# Cosmia grisescens
Cosmia grisescens là một loài bướm đêm trong họ Noctuidae.